# Khalgannakh
Khalgannakh (en rus: Халганнах) és un poble de la república de Sakhà, a Rússia, que en el cens del 2010 no tenia cap habitant, pertany al districte de Saskilakh.